# Junko Mori
Junko (Yanai) Mori (森 (矢内) 潤子), née le 13 février 1948, est une compositrice et professeur japonaise de musique. Née dans la préfecture de Niigata, elle fréquente l'université des beaux-arts et de musique de Tokyo dont elle est diplômée en 1971. Elle poursuit ses études de composition auprès de Tomojiro Ikenouchi, Akio Yashiro et Teizō Matsumura et obtient une maîtrise en composition en 1975 et une maîtrise en musicologie et solfège en 1978. Après avoir terminé ses études, elle travaille comme professeure de musique et compositrice.

## Compositions (sélection)
Parmi ses créations figurent :
- Autumn Mist pour flûte ou shakuhachi et guitare (1984)
- Imagery pour piano (1987)
- Nightfall, concertino pour flûte et guitare (1985)[4].

Certaines de ses œuvres ont été enregistrées et sont disponibles sur CD :
- Windows: Selected Piano Works by Contemporary Japanese Composers Label: Jasrac, ASIN: B000MP8IXE
- Masayuki Koga/Douglas Hensley - Autumn Mist (1986) Cassette: Fortuna Records

## Source de la traduction
- (en) Cet article est partiellement ou en totalité issu de l’article de Wikipédia en anglais intitulé « Junko Mori (composer) » (voir la liste des auteurs).